# محسن أمين زاده
محسن امين زاده (بالفارسية: محسن امین‌زاده) سياسي إيراني عمل في رئاسة محمد خاتمي كنائب لوزير الخارجية في العام 2001 .